# Chareil-Cintrat
Chareil-Cintrat è un comune francese di 376 abitanti situato nel dipartimento dell'Allier della regione dell'Alvernia-Rodano-Alpi.

## Storia

### Simboli
Lo stemma comunale è stato adottato il 21 agosto 2021.

## Società

### Evoluzione demografica
Abitanti censiti